# Lahmar
Lahmar là một đô thị thuộc tỉnh Béchar, Algérie. Dân số thời điểm năm 2002 là 1.404 người.